# Dilophus caurinus
Dilophus caurinus är en tvåvingeart som beskrevs av Mcatee 1922. Dilophus caurinus ingår i släktet Dilophus och familjen hårmyggor. Inga underarter finns listade i Catalogue of Life.